# Nick Vujicic
Nicholas James (Nick) Vujicic (Melbourne, 4 december 1982) is een Australische evangelist en spreker van Servische afkomst. Hij lijdt aan tetra-amelie, waarbij men geboren is zonder armen en benen. Vujicic is een evangelist en spreker. Hij gebruikt zijn verhaal om anderen te inspireren. Daarbij geeft hij zijn christelijke getuigenis en wil hij "de hoop van Jezus Christus brengen naar mensen over de hele wereld". Als spreker is Nick Vujicic in Nederland regelmatig te horen in het tv-programma Hour of Power zondagochtend op RTL 5.

## Biografie
Vujicic worstelde gedurende zijn kindertijd met zijn handicap en op zijn drieëntwintigste begon hij zijn eigen non-profitorganisatie Life Without Limbs. Na zijn studies aan de universiteit begon Vujicic aan zijn reis als spreker om anderen te motiveren. Hij geeft regelmatig presentaties over onderwerpen als handicap, hoop en het vinden van betekenis in het leven. Hij heeft tot nu toe tot meer dan drie miljoen mensen gesproken, in meer dan 24 landen op vijf continenten (Afrika, Azië, Oceanië, Zuid-Amerika en Noord-Amerika).

### Privé
Vujicic is getrouwd en heeft twee zonen en twee dochters.

## Boeken
Nick Vujicic schreef verschillende boeken, die vertaald zijn in het Nederlands.
- Leven zonder Beperkingen
- Niet te stoppen
- Wees sterk
- Geen muur te hoog
- Liefde zonder Beperkingen

- Bibsys: 11018891
- Bibliothèque nationale de France: cb16641014s (data)
- CiNii: DA17227995
- Gemeinsame Normdatei: 144013975
- International Standard Name Identifier: 0000 0000 7916 8383
- Library of Congress Control Number: ns2012002323
- Nationale Bibliotheek van Letland: 000244982
- MusicBrainz: b7310885-f7b9-4166-a1e0-ae9f2d746168
- Bibliotheek van het Japanse parlement: 01228956
- Nationale Bibliotheek van Tsjechië: xx0136739
- Nationale bibliotheek van Australië: 49786523
- Nationale Bibliotheek van Israël: 987007410110705171
- Nationale Bibliotheek van Polen: a0000002778228
- Nationale en Universitaire bibliotheek Zagreb: 000559337
- Nederlandse Thesaurus van Auteursnamen: 333993691
- Système universitaire de documentation: 251484696
- Trove: 1496595
- Virtual International Authority File: 121073625
- WorldCat: E39PBJbCV3GwpkB7b6xXq6JhpP